# Titularbistum Canea
Canea war ein Titularbistum der römisch-katholischen Kirche.
Es geht zurück auf einen untergegangenen Bischofssitz in der Stadt Chania auf Kreta. 
| Titularbischöfe von Canea |                                          |                                                                   |                    |                    |
| Nr.                       | Name                                     | Amt                                                               | von                | bis                |
| 1                         | Wenzel Leopold Chlumčanský von Přestavlk | Weihbischof in Prag (Böhmen)                                      | 1. Juni 1795       | 29. März 1920      |
| 2                         | José Miguel Gordoa y Barrios             | Apostolischer Vikar von Guadalajara (Mexiko)                      | 19. Oktober 1830   | 28. Februar 1831   |
| 3                         | Jacobus Grooff                           | Apostolischer Vikar von Niederländisch-Guyana-Suriname (Suriname) | 20. September 1842 | 19. April 1852     |
| 4                         | Charles-Jean Seghers                     | Koadjutorerzbischof von Oregon City (USA)                         | 23. Juli 1878      | 28. September 1878 |
| 5                         | Nicolas Donnelly                         | Weihbischof in Dublin (Irland)                                    | 3. Oktober 1883    | 29. März 1920      |
| 6                         | Eduard Graf O’Rourke                     | Apostolischer Administrator von Danzig (Polen)                    | 10. April 1920     | 21. Dezember 1922  |